# Grodzewo

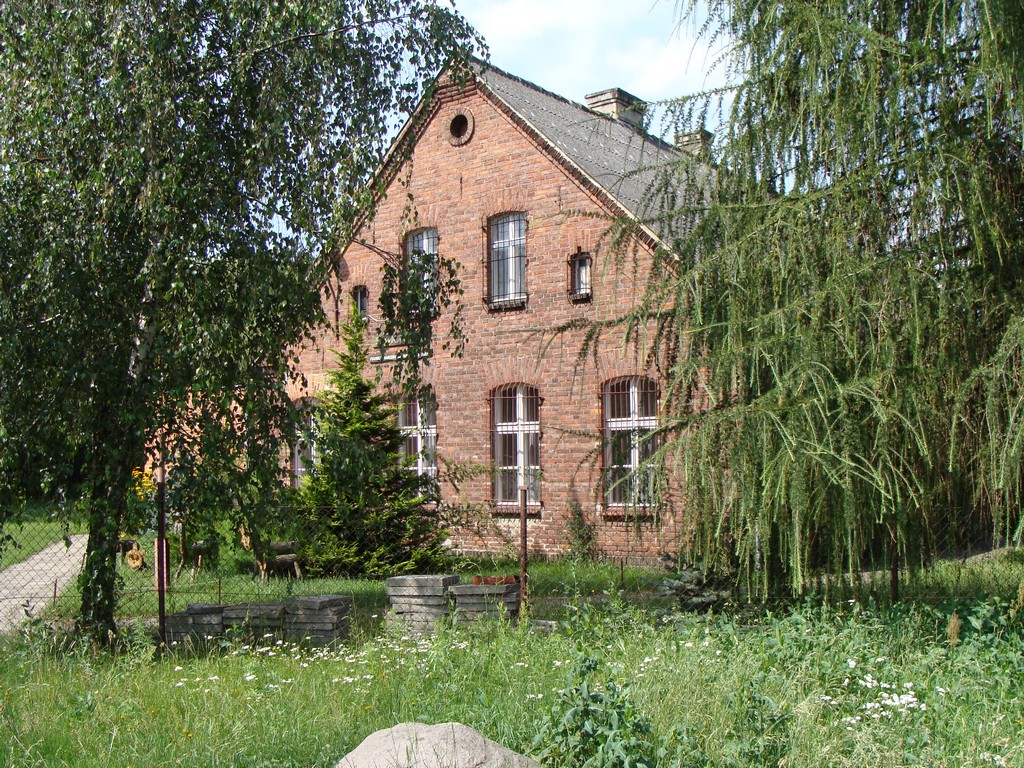
Budynek szkoły

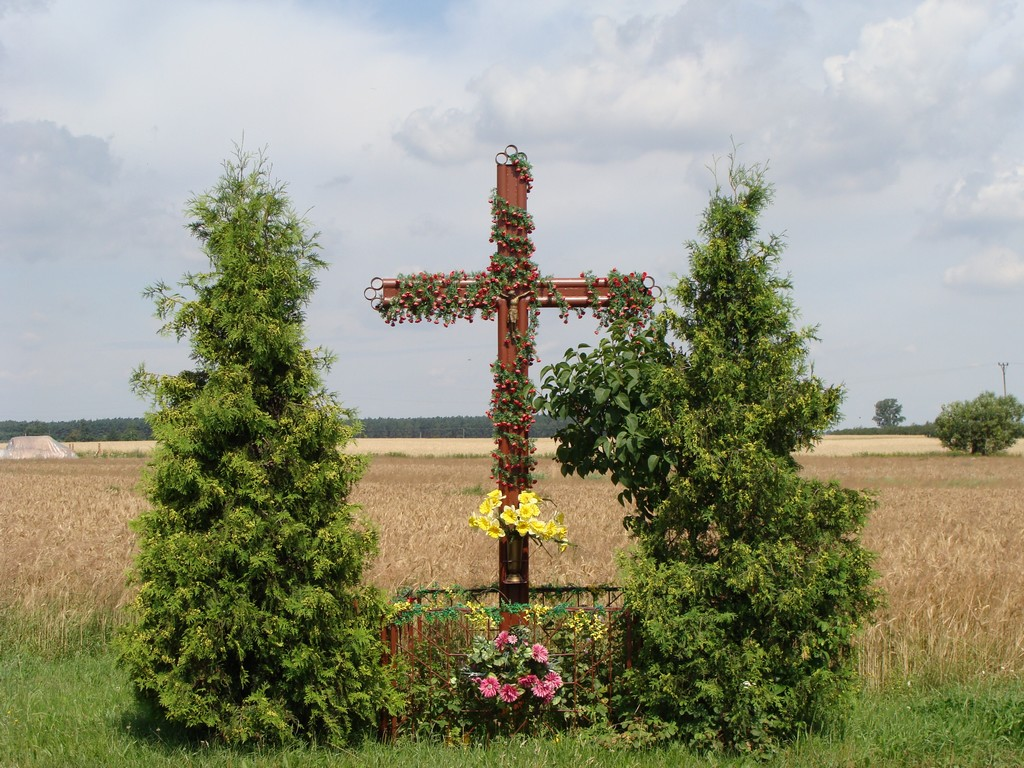
Kapliczka przydrożna

Grodzewo – wieś w Polsce położona w województwie wielkopolskim, w powiecie śremskim, w gminie Śrem. W latach 1975–1998 miejscowość administracyjnie należała do województwa poznańskiego.
Wieś położona na skraju borów sosnowych, 8 km na wschód od Śremu. Pierwszy raz wymieniana w dokumentach w 1395. W Grodzewie przez wiele lat mieszkał i miał pracownie w starej chacie Jerzy Jurga (1940-2009) – historyk sztuki, malarz i konstruktor kusz. 
Zabytkami wsi znajdującymi się w gminnej ewidencji zabytków są: szkoła z pocz. XX w., obecnie znajduje się w niej baza wypoczynkowa Hufca ZHP w Śremie, dom mieszkalny z pocz. XX w., dom letniskowy z połowy XIX wieku oraz cmentarz ewangelicki z I połowy XIX wieku. Świątkiem przydrożnym jest krzyż z 1939.